# Méré (Yonne)
Méré és un municipi francès, situat al departament del Yonne i a la regió de Borgonya - Franc Comtat. L'any 2007 tenia 192 habitants.

## Demografia

### Població
El 2007 la població de fet de Méré era de 192 persones. Hi havia 68 famílies, de les quals 20 eren unipersonals (4 homes vivint sols i 16 dones vivint soles), 20 parelles sense fills, 24 parelles amb fills i 4 famílies monoparentals amb fills.
La població ha evolucionat segons el següent gràfic:
Habitants censats

### Habitatges
El 2007 hi havia 93 habitatges, 67 eren l'habitatge principal de la família, 10 eren segones residències i 16 estaven desocupats. 92 eren cases i 1 era un apartament. Dels 67 habitatges principals, 58 estaven ocupats pels seus propietaris i 9 estaven llogats i ocupats pels llogaters; 6 tenien dues cambres, 17 en tenien tres, 23 en tenien quatre i 21 en tenien cinc o més. 48 habitatges disposaven pel capbaix d'una plaça de pàrquing. A 23 habitatges hi havia un automòbil i a 35 n'hi havia dos o més.

### Piràmide de població
La piràmide de població per edats i sexe el 2009 era:
| Homes | Edats   | Dones |
| ----- | ------- | ----- |
| 0     | 95 o +  | 0     |
| 0     | 90 a 94 | 4     |
| 0     | 85 a 89 | 0     |
| 4     | 80 a 84 | 4     |
| 0     | 75 a 79 | 0     |
| 8     | 70 a 74 | 4     |
| 4     | 65 a 69 | 8     |
| 4     | 60 a 64 | 8     |
| 0     | 55 a 59 | 0     |
| 4     | 50 a 54 | 4     |
| 24    | 45 a 49 | 0     |
| 4     | 40 a 44 | 12    |
| 0     | 35 a 39 | 8     |
| 4     | 30 a 34 | 0     |
| 4     | 25 a 29 | 4     |
| 4     | 20 a 24 | 16    |
| 12    | 15 a 19 | 32    |
| 16    | 10 a 14 | 4     |
| 4     | 5 a 9   | 0     |
| 0     | 0 a 4   | 12    |

## Economia
El 2007 la població en edat de treballar era de 121 persones, 91 eren actives i 30 eren inactives. De les 91 persones actives 88 estaven ocupades (51 homes i 37 dones) i 3 estaven aturades (1 home i 2 dones). De les 30 persones inactives 10 estaven jubilades, 6 estaven estudiant i 14 estaven classificades com a «altres inactius».

### Ingressos
El 2009 a Méré hi havia 68 unitats fiscals que integraven 175 persones, la mediana anual d'ingressos fiscals per persona era de 17.556 €.

### Activitats econòmiques
Dels 7 establiments que hi havia el 2007, 1 era d'una empresa extractiva, 1 d'una empresa de fabricació d'altres productes industrials, 1 d'una empresa de construcció, 2 d'empreses de comerç i reparació d'automòbils i 2 d'empreses d'hostatgeria i restauració.
Dels 3 establiments de servei als particulars que hi havia el 2009, 1 era una lampisteria i 2 restaurants.
L'any 2000 a Méré hi havia 9 explotacions agrícoles que ocupaven un total de 732 hectàrees.

## Poblacions més properes
El següent diagrama mostra les poblacions més properes.